# Artemis Racing
 (janvier 2025).
Si vous disposez d'ouvrages ou d'articles de référence ou si vous connaissez des sites web de qualité traitant du thème abordé ici, merci de compléter l'article en donnant les références utiles à sa vérifiabilité et en les liant à la section « Notes et références ».

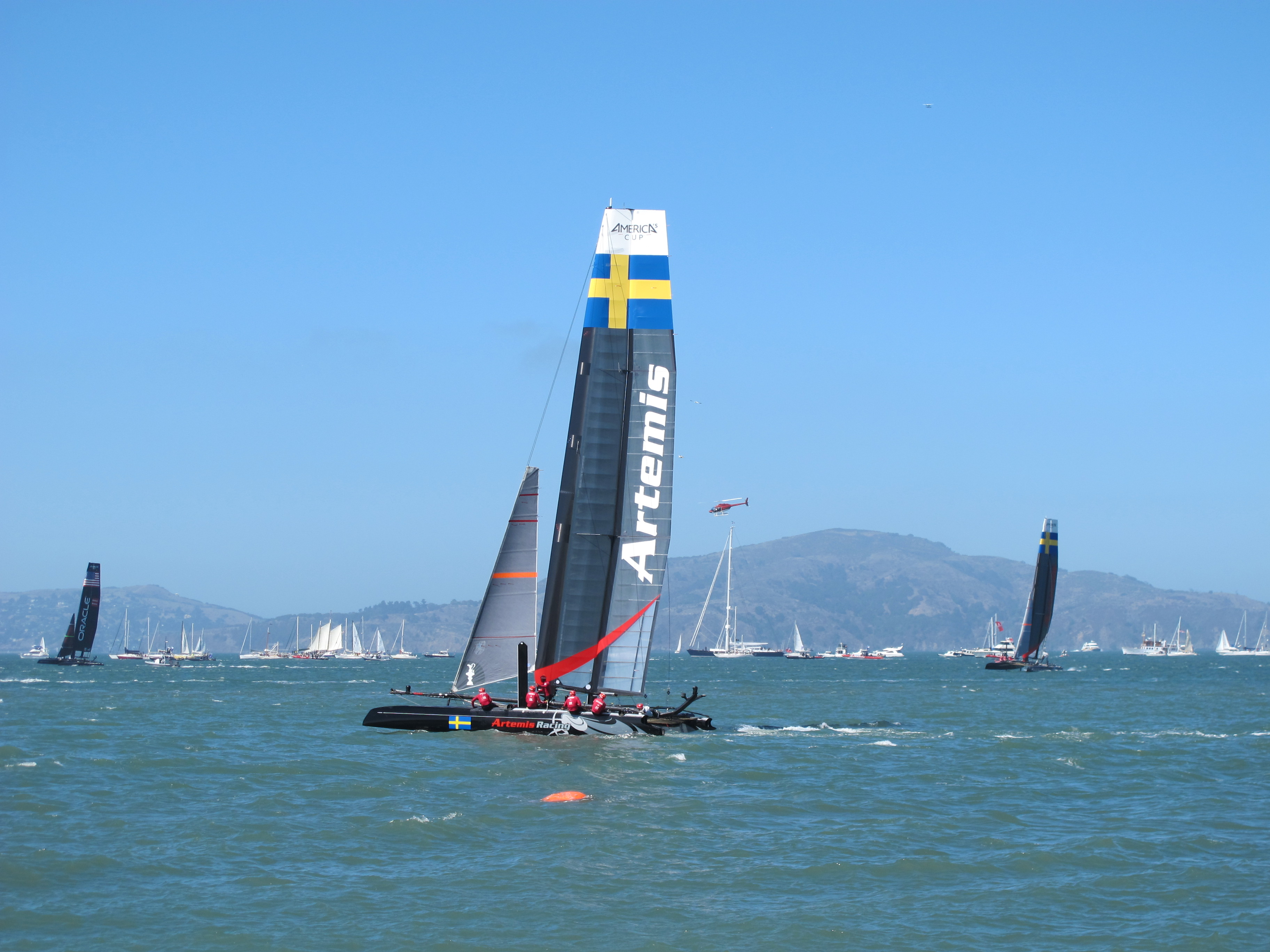
L'AC45 d'Artemis Racing.

Artemis Racing est un syndicat de voile, challenger de la coupe de l'America 2013, dirigée par l'Américain Paul Cayard. Sa cellule arrière est composée du Britannique Iain Percy, du Français Loïck Peyron et de l'Australien Nathan Outteridge.

## Historique
En 2010, l'équipe est officiellement désignée challenger of record par le Golden Gate Yacht Club de San Francisco : avec les Américains d'Oracle Racing, Artemis établit le règlement de l'édition 2013 de la coupe de l'America.
En 2012, Artemis termine troisième des America's Cup World Series, disputées sur un AC45, version réduite des AC72 sur lesquels se courent la coupe de l'America. 
Le 9 mai 2013, l'AC72 d'Artemis chavire au cours d'un entraînement, en raison d'un défaut de structure. Le marin britannique Andrew Simpson est piégé sous la coque et se noie malgré les tentatives de réanimation des médecins.

## Coupe de l'America 2013
En tant que challenger de référence de la coupe de l'America, Artemis Racing participe à partir du 4 juillet 2013, à la coupe Louis-Vuitton, dans la baie de San Francisco, avec Team New Zealand et Luna Rossa Challenge, les deux autres challengers enregistrés. Le vainqueur de l'épreuve affrontera en septembre 2013 Oracle Racing, le defender, pour la coupe de l'America proprement dite.
À la suite de la destruction de son voilier, Artemis prépare un nouvel AC72 dont la mise à l'eau définitive devrait avoir lieu à la fin du mois de juillet. De fait, l'équipe rate les premières régates de la coupe Louis Vuitton.